# Laurentius
Laurentius ist ein männlicher lateinischer Vorname.

## Herkunft und Bedeutung
Der Name bedeutet „der Mann aus Laurentum“ (nach einer Ortschaft bei Rom). Die Verbindung mit dem lateinischen Wort laurus ‚Lorbeer‘ beruht auf einer Volksetymologie und deutet den Namen als "der Lorbeerbekränzte". Die weibliche lateinische Form lautet Laurentia.
Der Name existiert in Europa in zahlreichen Varianten und wird als Vorname, Familienname, Kirchenname und Ortsname vielfach verwendet. Hauptgrund für die Verbreitung ist die Verehrung und Beliebtheit des heiligen Märtyrers Laurentius von Rom.

## Varianten
- Arabisch: لورنس
- Dänisch: Lars, Lasse, Lauritz
- Deutsch: Lorenz, Lasse, Laurenz, Laurens, Laurin, Laurent, Laurenzius, als Nachname auch Lafrenz, Lawrenz, Larenz, Lorentz, Laurids, Lauridsen, Kurzformen Rentz, Renz, Lentze, Lenz; weibliche Form Laura, Laurentia, Loretta, Renzi
- Englisch: Laurie, Lawrence, Laurence, Kurzform Larry, Lorin; weibliche englische Form des Namens: Laurie
- Esperanto: Laŭrenco
- Estnisch: Lauri
- Finnisch: Lasse, Lauri
- Französisch: Laurent, Loris;  weibliche französische Formen des Namens: Laura, Laure, Laureen, Laurence, Laurette
- Griechisch: männlich: Λαυρέντης; weiblich: Λαυρεντία
- Italienisch: männlich: Lorenzo, Laurenzo, Laurenzio, Laurento, Lorenzino, Laurentino, Lorentino, Renzo, Loris, Rienzo, Rienzi, Arienzo, Renzino, Enzo; weiblich: Lorenza, Laurenza, Laurenzia, Lorenzina, Laurentina, Lorentina, Renza, Renzina
- Hebräisch: לורנצו
- Irisch: Labhrás
- Japanisch: ロレンツォ (Rorentso)
- Katalanisch: Llorenç
- Korsisch: Larenzu
- Kroatisch: Lovro, Lovre
- Litauisch: Laurynas
- Manx: Laurys
- Niederländisch: Laurens
- Norwegisch: Lars, Lasse, Lavrans
- Okzitanisch: Laurenç
- Polnisch: Wawrzyniec, Laurencjusz, Laurenty
- Portugiesisch: Lourenço
- Rätoromanisch: Lurintg, Laurin, Lorin, Lorian
- Rumänisch: Laurențiu
- Russisch: Lawr, Lawrentij
- Sardisch: Larentu
- Schwedisch: Lars, Lasse
- Slowakisch: Vavrinec, Vavro
- Slowenisch: Lovrenc, Loris
- Sorbisch: Laurisch (als Familienname)
- Spanisch: Lorenzo
- Tschechisch: Vavřinec, Vavřín
- Ungarisch: Lőrinc, Lőrincz

## Mögliche Namenstage
| 8. Januar:    | Laurentius Justiniani (neu)             |
| 3. Februar:   | Laurentius von Canterbury               |
| 21. Juli:     | Laurentius von Brindisi                 |
| 10. August:   | Laurentius von Rom                      |
| 5. September: | Laurentius Justiniani (alt)             |
| 14. November: | Laurentius O’Toole (Lorcan Ua Tuathail) |

## Namensträger

### Vornamen
Heilige
- Laurentius von Rom († 258), Märtyrer
- Laurentius von Camburg († um 350)
- Laurentius von Brindisi (1559–1619),

Weitere Personen
- Laurentius von Byzanz († 166), Bischof
- Laurentius (Gegenpapst) († 506/507)
- Laurentius von Canterbury († 619), 2. Erzbischof von Canterbury
- Laurentius von Amalfi († 1049), Erzbischof und Gelehrter
- Laurentius von Durham († 1154), Bischof
- Laurentius I. von Lebus († 1204), Bischof von Lebus
- Laurentius II. von Lebus († 1232/33), Bischof von Lebus
- Laurentius von Ratibor (1381–1448), schlesischer Gelehrter und Rektor der Universität Krakau
- Laurentius Laurentianus († 1515), italienischer Mediziner und Philosoph
- Laurentius Corvinus (1465–1527), schlesischer Gelehrter
- Laurentius Zoch (1477–1533), deutscher Jurist und Kanzler von Erzbischof Albrecht von Magdeburg
- Laurentius Bosshart (um 1490–1532), Schweizer Chorherr und Chronist in Winterthur
- Laurentius von Heidegg († 1549), Schweizer Benediktiner
- Laurentius Petri (eigentlich Lars Petersson, 1499–1573), erster lutherischer Erzbischof in Schweden
- Laurentius Kirchhoff (1528–1580), deutscher Rechtsgelehrter in Rostock
- Laurentius Petri Gothus (eigentlich Lars Petersson der Jüngere, 1529/30–1579), zweiter lutherischer Erzbischof in Schweden
- Laurentius de Sent († nach 1649), italienisch-schweizerischer Bildhauer und Architekt in Polen
- Laurentius Blumentrost der Ältere (1619–1705), deutscher Mediziner und Leibarzt von Zar Alexei I.
- Laurentius von Schnüffis (1633–1702), Prediger, Komponist, Lyriker und Erzähler
- Laurentius Blumentrost der Jüngere (1692–1755), deutsch-russischer Mediziner und Leibarzt von Zar Peter I.

- Laurentius Schlieker (* 1951), deutscher Benediktinerabt

### Familiennamen
- Georg Friedrich Laurentius (1594–1673), Arzt, Pharmazeut und Fachpublizist
- Hans-Joachim Laurisch (1929–2015), deutscher Fußballspieler
- Moritz Laurentius (1821–1891), deutscher Jurist und Politiker
- Paul Laurentius (1554–1624), deutscher evangelisch-lutherischer Theologe